# Ахарагма розеана
Ахарагма розеана (лат. Acharagma roseanum) — вид суккулентных растений рода Ахарагма (Acharagma) семейства Кактусовые (Cactaceae), произрастающий на территории Мексики. Типовой вид рода.

## Название
Родовое латинское (научное) название Acharagma происходит от греческих слов "a-, an-" — «без» и "charagma" — «борозда». Это связано с тем, что бугорки на теле растения не имеют бороздок, в отличие от родственного рода Эскобария (Escobaria).
Видовой эпитет roseanum дан в честь американского ботаника Джозефа Нельсона Роуза.

## Описание

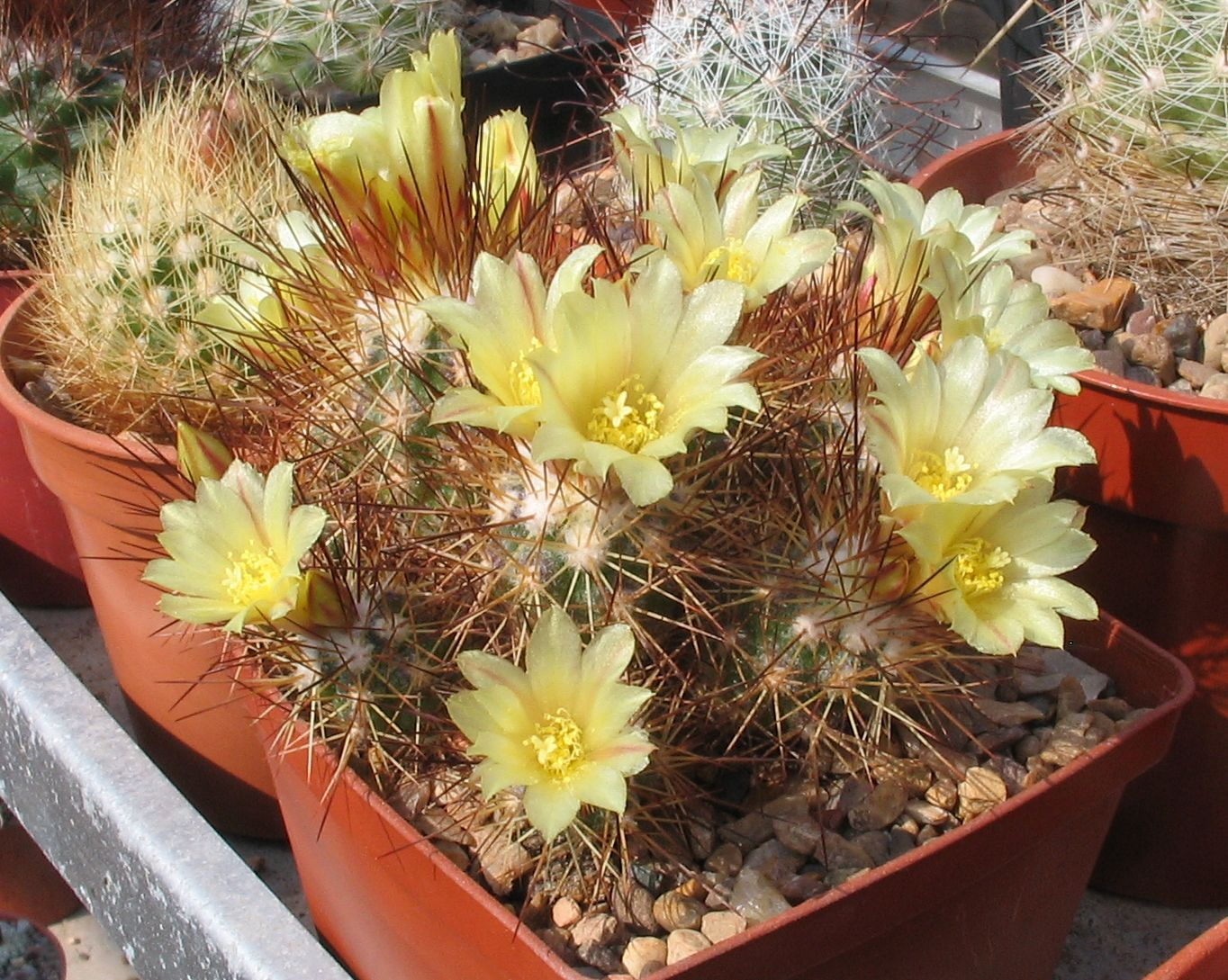
Цветение

В природе обычно растут поодиночке, лишь изредка образуя небольшие группы. Стебель шаровидный, диаметром от 3 до 7 см. Ребра имеют бугорки. Центральных колючек 4-6, радиальных от 15 до 30, беловато-жёлтого или насыщенного золотистого цвета.
Цветки появляются в верхней части стебля и имеют диаметр около 2 см. Они могут быть белыми, розовыми, красными или желтыми, с темной полосой в центре лепестков. Плоды гладкие, небольшие, зеленого или фиолетового цвета.

## Распространение
Природный ареал распространяется в Юго-Восточных штатах Мексики, в основном в Коауиле, а также на прилегающей территории Нуэво-Леона.

## Таксономия

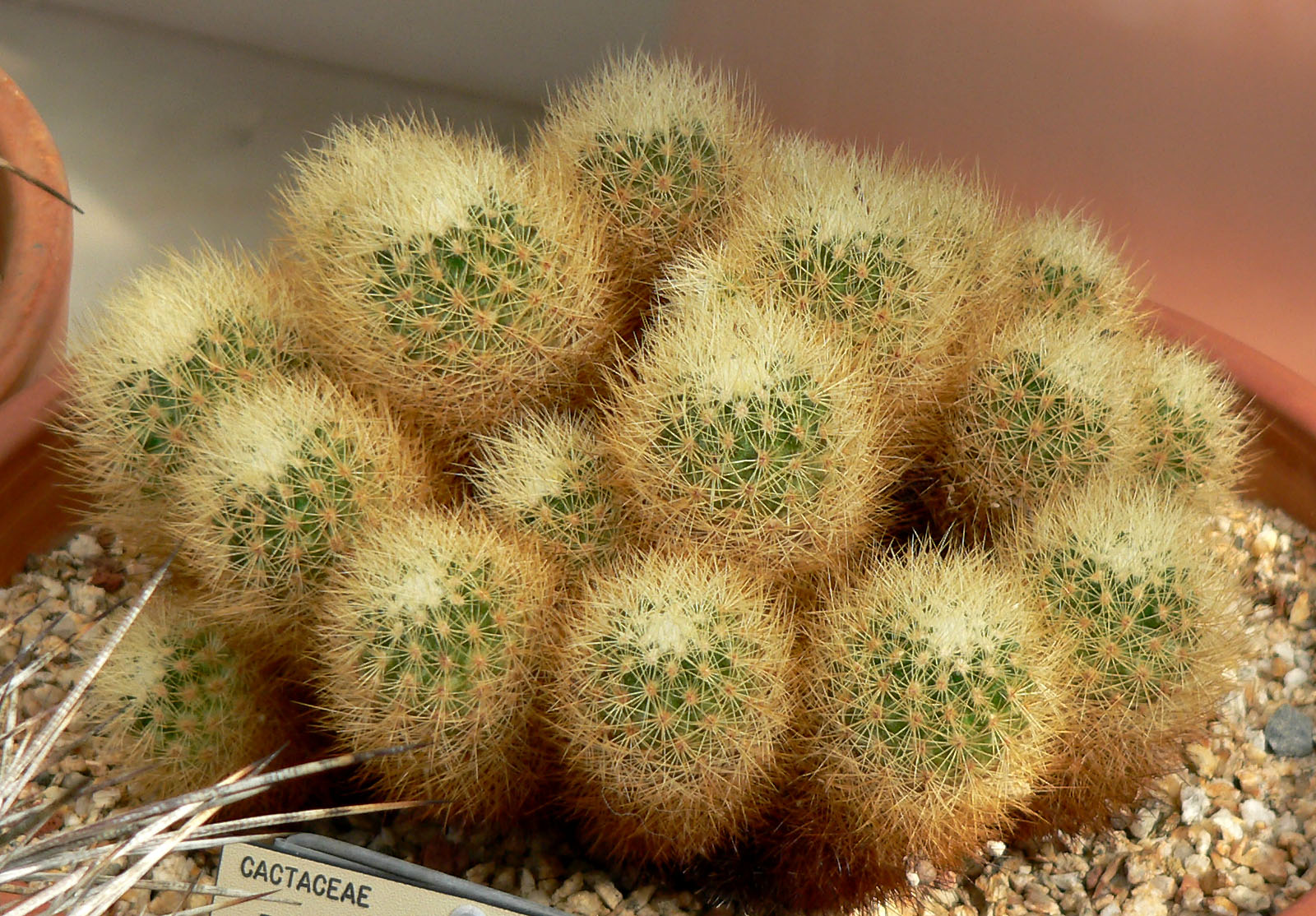
Небольшая группа

Acharagma roseanum (Boed.) E.F.Anderson, первое упоминание в Cact. Succ. J. (Los Angeles) 71: 323 (1999).

### Синонимы
Гомотипные (основанные на одном и том же номенклатурном типе):
- Coryphantha roseana (Boed.) Moran (1953)
- Echinocactus roseanus Boed. (1928)
- Escobaria roseana (Boed.) Buxb. (1951)
- Gymnocactus roseanus (Boed.) Glass & R.A.Foster (1970)
- Neolloydia roseana (Boed.) F.M.Knuth (1936)
- Thelocactus roseanus (Boed.) Borg (1937)

### Подвиды
Подтверждённые подвиды по данным сайта Plants of the World Online на 2023 год:
- Acharagma roseanum subsp. galeanense (Haugg) D.R.Hunt
- Acharagma roseanum subsp. roseanum